# Latah
Le latah (de l'indonésien) est un état provoqué par un réflexe de surprise, dans lequel la victime entre dans une sorte de transe et se met à répéter mécaniquement des mots ou des gestes produits par quelqu'un d'autre. On n'observe le latah que dans certaines cultures, essentiellement en Asie du Sud-Est. Il est donc considéré comme un syndrome culturellement spécifique. Le latah s'observe surtout chez des femmes adultes.
Le latah est un thème récurrent dans l'œuvre de William S. Burroughs.